# 't Groentje
 't Groentje is een Nederlands huis-aan-huisblad dat wordt verspreid in de gemeenten Bunnik, Houten en Wijk bij Duurstede, onder de titels Bunniks Nieuws, Houtens Nieuws en Wijks Nieuws.
Het blad werd opgericht door Cees Pater onder de naam Bunniks Nieuws. Het verscheen vanaf het begin in tabloidformaat. Doordat het blad tot begin 1966 werd gedrukt op groen papier, kreeg het de bijnaam 't Groentje. 
Vanaf 1970 verscheen het blad ook in Houten, de uitbreiding naar Wijk bij Duurstede volgde in 1995. 
Op 1 januari 2016 werd de krant van uitgeverij 't Groentje overgenomen door BDU.